# 竹谷正
竹谷 正（たけたに ただし、1933年 - 2022年4月2日）は日本の推理作家。大阪府生まれ。『宝石』、『別冊宝石』、『幻影城』に短編が掲載されている。

## 来歴
大阪市立大学医学部卒、同大学院修了。医学博士。同大学の眼科講師を経て、東大阪市で眼科医院を開業した。
1955年には推理小説誌『宝石』、翌年には『別冊宝石』で短編推理小説が入選し、それぞれ「新人二十五人集」の1編として掲載された。1977年の第2回幻影城新人賞小説部門に投じた「一流保険」は、受賞は逃したものの「推薦新人」の作として掲載された（入選作なし、佳作は加藤公彦、辻蟻郎、霜月信二郎）。
藤澤桓夫『文学雑誌』の同人。また、幻影城新人賞の受賞者を中心に結成された「影の会」のメンバーであり、『幻影城の時代 完全版』（講談社、2008年12月）では、影の会についてのエッセイを執筆し、資料として影の会メンバーが作成していた「影の会通信」を提供している。

## 小説作品リスト

### 雑誌掲載
宝石
- 骸骨への恋 （1956年1月増刊号 新人二十五人集）

別冊宝石
- オブジエ殺人事件 （1957年1月号 新人二十五人集）

幻影城
- 一流保険 （1977年6月号）
- 夜空のトランペット （1978年5月号）

### 単行本
- 街医者の推理小説 （1986年、講談社出版サービスセンター）
  - 「白夜の幻影」、「一流保険」、「いろはにほへと」
- 二番煎じオリエント急行 （1996年6月、近代文芸社）ISBN 978-4773349047
  - 「二番煎じオリエント急行」、「翔んで・イスタンブール」、「ホスピタリティコール」、「ナイルの盗賊」、「異邦モロッコ殺し旅」
- スイスの誕生日 海外ツアーミステリー （2006年7月、文芸社）ISBN 978-4286014722
  - 「アドリア海の電話」、「国境は河」、「スイスの誕生日」、「コモ湖のプール」、「真田の抜け穴」

## エッセイ
- 随想―ロンドンのパブ （1976年8月）
  - 第1回幻影城新人賞評論部門予選通過作を収録
- 眼科医のエッセイ とりと眼のない話 （1991年、編集工房ノア）
  - 泡坂妻夫、栗本薫、連城三紀彦が序文を書いている。
- 漂泊人（さすらいびと）よ、旅人よ （1995年3月、編集工房ノア）
- 風の吹くまま旅の空